# Ustków (województwo łódzkie)
Ustków – wieś w Polsce, położona w województwie łódzkim, w powiecie sieradzkim, w gminie Warta.

## Integralne części wsi
| SIMC    | Nazwa    | Rodzaj               |
| ------- | -------- | -------------------- |
| 0715986 | Września | zniesiona część wsi. |
| 0715992 | Wzorówka | zniesiona część wsi  |
| 0716000 | Żerechów | część wsi            |

## Historia
Wieś położona w odległości 3 km od zachodniego brzegu południowej części zalewu „Jeziorsko”. Wzmiankowana po raz pierwszy w dokumentach z 1386 r. W XVII w. dobra te były własnością Pstrokońskich herbu Budzisz. W 1894 r. Ustków był w posiadaniu Kazimierza Tymowskiego, po nim przeszedł w ręce Kamockich, z których Zdzisław był ostatnim właścicielem przed 1939 r.
W częściowo wytrzebionym parku, gdzie zachowały się jednak pomnikowe okazy dębów, lip i jesionów, stoi klasycystyczny dwór z XVIII/XIX w. Jest to budowla murowana, na wysokim podpiwniczeniu, z mieszkalnym poddaszem. Na osi elewacji frontowej 4-kolumnowy portyk zwieńczony trójkątnym przyczółkiem. Od ogrodu balkon z kutą balustradą. Dach czterospadowy kryty dachówką. Klasycystyczny spichlerz rozpadł się około 1980 r.
W dworze w Ustkowie w dniu 19 lipca 1863 r. odbył się sąd wyznaczony przez władze powstańcze nad dziedzicem Rossoszycy Władysławem Cieleckim, który samowolnie zarządził egzekucję swego leśniczego. Sąd orzekł: „Pozbawienie czci obywatelskiej z zabronieniem wstąpienia do szeregów wojsk narodowych”.
W latach 1973–1976 miejscowość była siedzibą gminy Ustków. W latach 1975–1998 miejscowość należała administracyjnie do województwa sieradzkiego.

## Zabytki
Według rejestru zabytków Narodowego Instytutu Dziedzictwa na listę zabytków wpisane są obiekty:
- zespół dworski, XIX w., 1956:
  - dwór, nr rej.: 784/4 z 1.12.1969 oraz 385/A z 12.08.1991
  - spichrz, nr rej.: 784/4 z 1.12.1969
  - park, nr rej.: 291 z 8.02.1979